# Đại Uyên

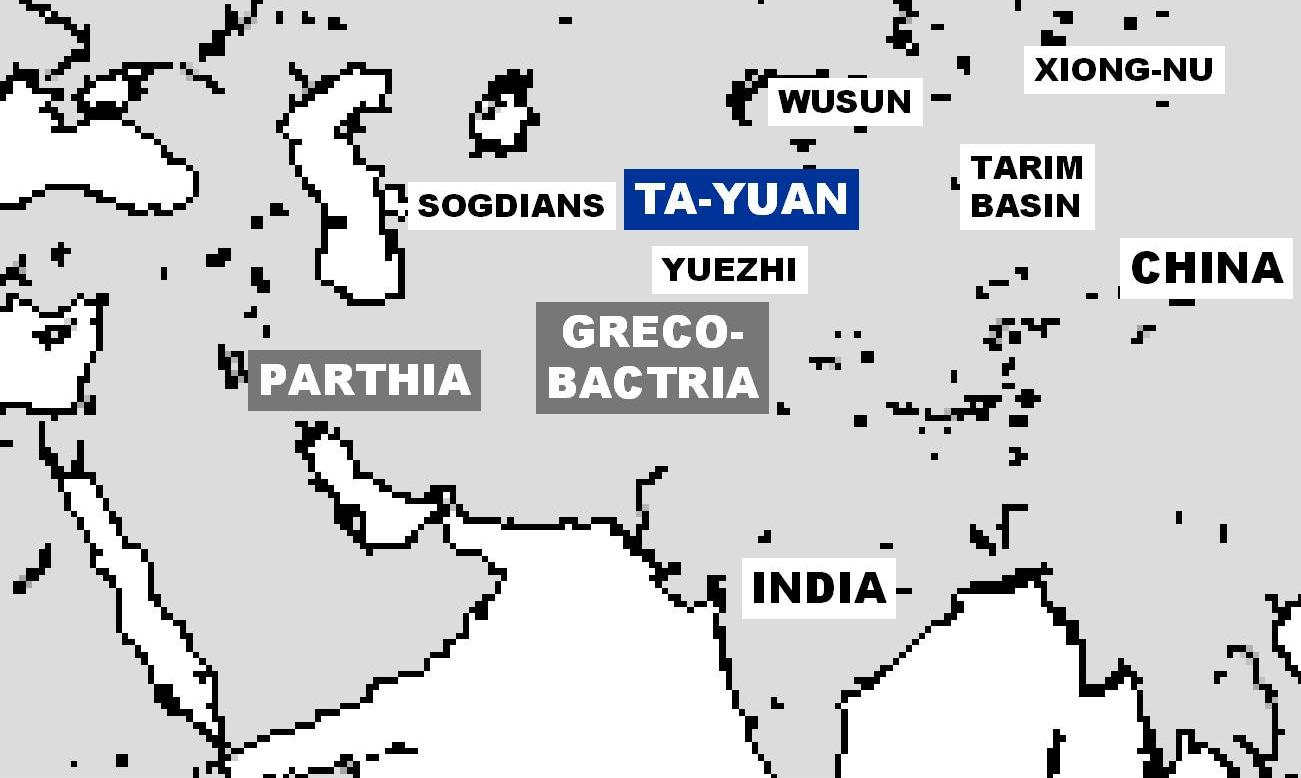
Đại Uyên (tại Ferghana) là một trong ba dân tộc tiên tiến của Trung Á vào khoảng 130 TCN, cùng với dân tộc Parthi và Hy-Đại Hạ, theo cuốn sử Trung Quốc Hán thư.

Đại Uyên (từ chữ Hán: 大宛; bính âm: dàwǎn, Dayuan hay Dawan, nghĩa đen: Ionia lớn, một số tài liệu tiếng Việt phiên âm là Đại Uyển) là một dân tộc và quốc gia cổ ở Tây Vực thời nhà Hán, thuộc tộc người Ferghana ở thung lũng Ferghana ở Trung Á. Các cổ thư Trung Quốc như Sử ký và Hán thư miêu tả dân tộc này dựa trên các cuộc hành trình của nhà thám hiểm Trung Quốc Trương Khiên vào năm 130 TCN cũng như của các sứ giả khác sang Trung Á sau đó.
Vùng Đại Uyên thời cổ nổi tiếng với nhiều giống ngựa tốt trong đó có giống ngựa đen mõm trắng có một vệt trắng dọc giữa khuôn mặt và chân chấm trắng (Ngựa Đại Uyên).

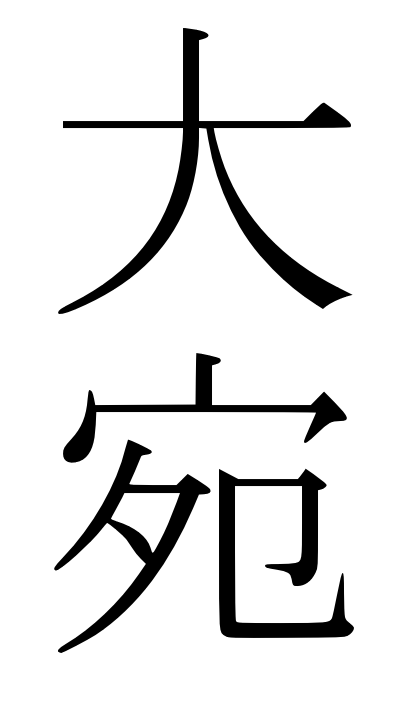
Các ký tự trong tiếng Hán để chỉ Đại Uyên, liên kết ký tự 大 để chỉ "Đại" = "Lớn", và ký tự 宛 nguyên thủy mô tả hai người (夗, uyển = nằm mà trở mình) ngồi dưới một mái nhà (bộ miên, 宀), nhưng được sử dụng với ý nghĩa ngữ âm tại đây. Nó được phát âm là "yuān" = "uyên" chứ không phải dạng phổ biến hơn là "wǎn" = "uyển". Tuy nhiên, một số tài liệu sử học tiếng Việt vẫn phiên âm sai thành "uyển".

Theo một số nhà nghiên cứu, Đại Uyên là người thuộc thế giới Hy Lạp. Biên niên sử từ Đế chế Trung Quốc mô tả Đại Uyên là một dân tộc định cư với đôi mắt tròn của một nền văn hóa Ấn-Âu. Cách sống của họ rất giống với người Bactria ở Vương quốc Hy Lạp-Bactria. Ngoài ra, người Đại Uyên được mô tả là thợ thủ công lành nghề, cư dân thành phố, người chăn ngựa và người yêu rượu vang.
Người Đại Uyên là hậu duệ của các kiều dân Hy Lạp được Alexandros Đại đế cho định cư tại Ferghana vào năm 329 TCN (xem Alexandria Eschate), họ đã phát triển thịnh vượng dưới thời các vương quốc Hy Lạp hóa như là nhà Seleukos và Vương quốc Hy Lạp-Bactria cho đến khi bị cô lập bởi sự di cư của người Nguyệt Chi vào khoảng năm 160 TCN. Tên gọi "Uyên" dường như là một sự chuyển tự đơn giản của từ yavana trong tiếng Phạn hoặc là của từ yona trong tiếng Pali, chúng được sử dụng trong suốt thời kỳ cổ đại ở châu Á để chỉ người Hy Lạp ("người Ionia"), vì thế Đại Uyên có nghĩa là "người Ionia Lớn" hay "người Hy Lạp Lớn".
Vào khoảng năm 100 TCN, Đại Uyên bị nhà Hán đánh bại trong chiến tranh Hán-Đại Uyên. Sự tác động qua lại giữa người Đại Uyên và người Trung Quốc về mặt lịch sử là then chốt, do nó đại diện cho một trong những tiếp xúc chính yếu giữa nền văn hóa phương Tây đô thị hóa và nền văn hóa Trung Quốc, mở đường cho sự hình thành của con đường tơ lụa kết nối phương Đông và phương Tây trao trao đổi vật chất và văn hóa từ thế kỷ I TCN tới thế kỷ XV.